# Rockford (tv-serie)
Rockford (originaltitel: The Rockford Files) er en amerikansk dramaserie, der sendtes første gang på NBC fra 1974, og vistes i 122 episoder over seks sæsoner til 1980. Tv-serien blev skabt af Roy Huggins og Stephen J. Cannell. Hovedrollen som privatdetektiven Jim Rockford spilles af James Garner. Noah Beery, Jr. spiller Rockfords far, en pensioneret lastbilschauffør.
Tv-seriens kendingsmelodi, komponeret af Mike Post og Pete Carpenter, blev udgivet som single og opnåede en 10. plads på Billboard Hot 100, og lå på listen i 16 uger. Melodien vandt en Grammy Award for Best Instrumental Arrangement i 1975.